# Anoectochilus papuanus
Anoectochilus papuanus är en orkidéart som först beskrevs av Rudolf Schlechter, och fick sitt nu gällande namn av Walter Kittredge. Anoectochilus papuanus ingår i släktet Anoectochilus och familjen orkidéer.
Artens utbredningsområde är Papua Nya Guinea. Inga underarter finns listade i Catalogue of Life.